# 地面電視
無線電視是利用大氣電波，完全在地面收發電視訊號的傳輸方式。相對於仰賴人造衛星進行廣播的衛星電視和有線電視，又被稱為地面電視。地面电视信号可覆盖数百千米外的地区。

## 历史
電視台透過各地的訊號發射站、天線塔或電波塔等設施，在大氣層以無線電波方式發送電視訊號，收視戶再使用天接收訊號以收看電視節目。在早期沒有人造衛星的時代，電視台多以此方式播放節目。
早期無線電視所接收到的訊號為類比訊號（類比電視），而類比訊號會受到地形影響，產生折射或反射的現象，因此會導致電視畫面產生殘影之類的異常畫面。調整天線的方向，或改用具有梳形濾波器的電視機，可稍微改善殘影的問題。

### 數位電視

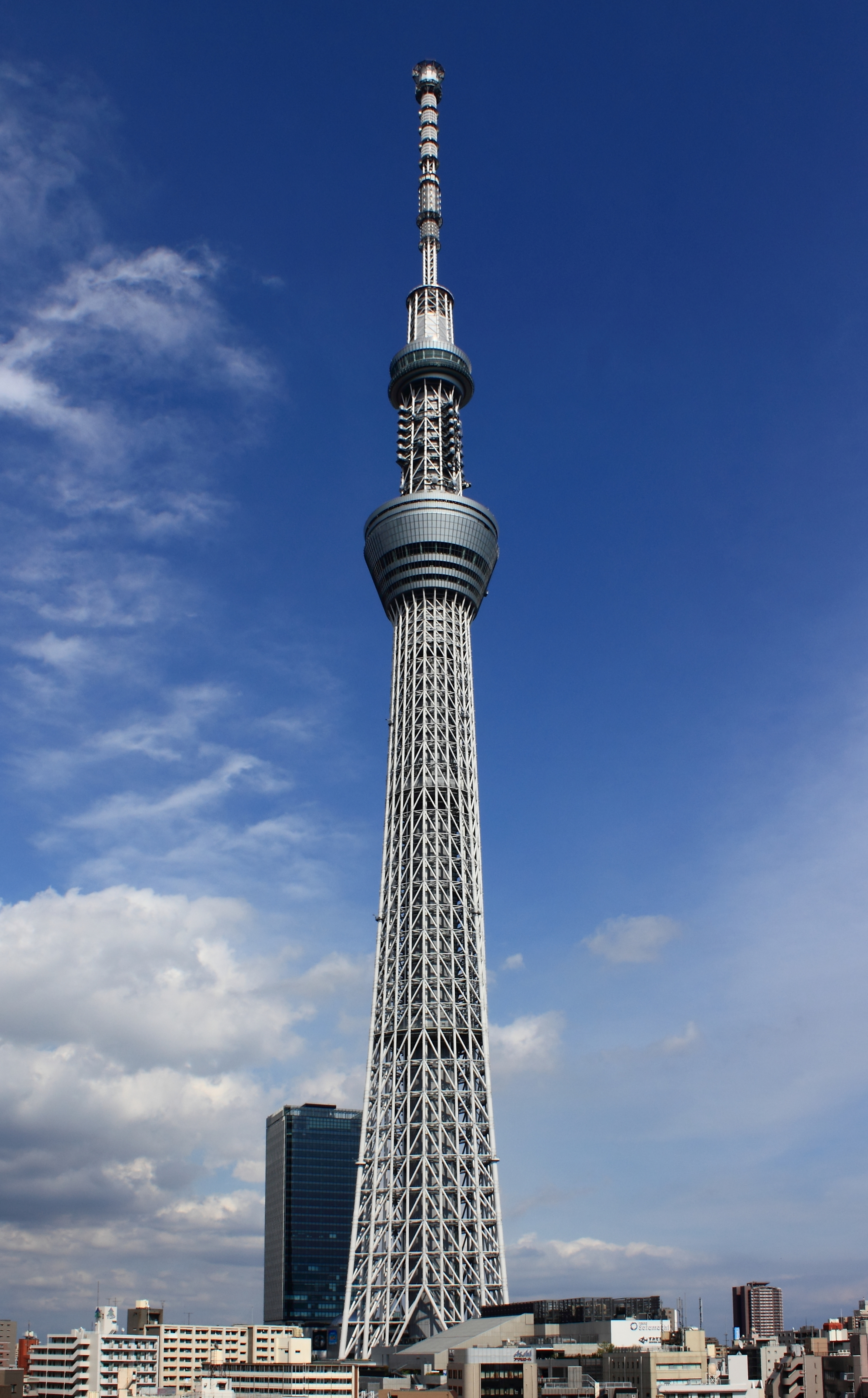
負責東京一帶地面電視訊號發射的東京晴空塔。在適當位置設置電波塔，是地面電視常見的廣播方式

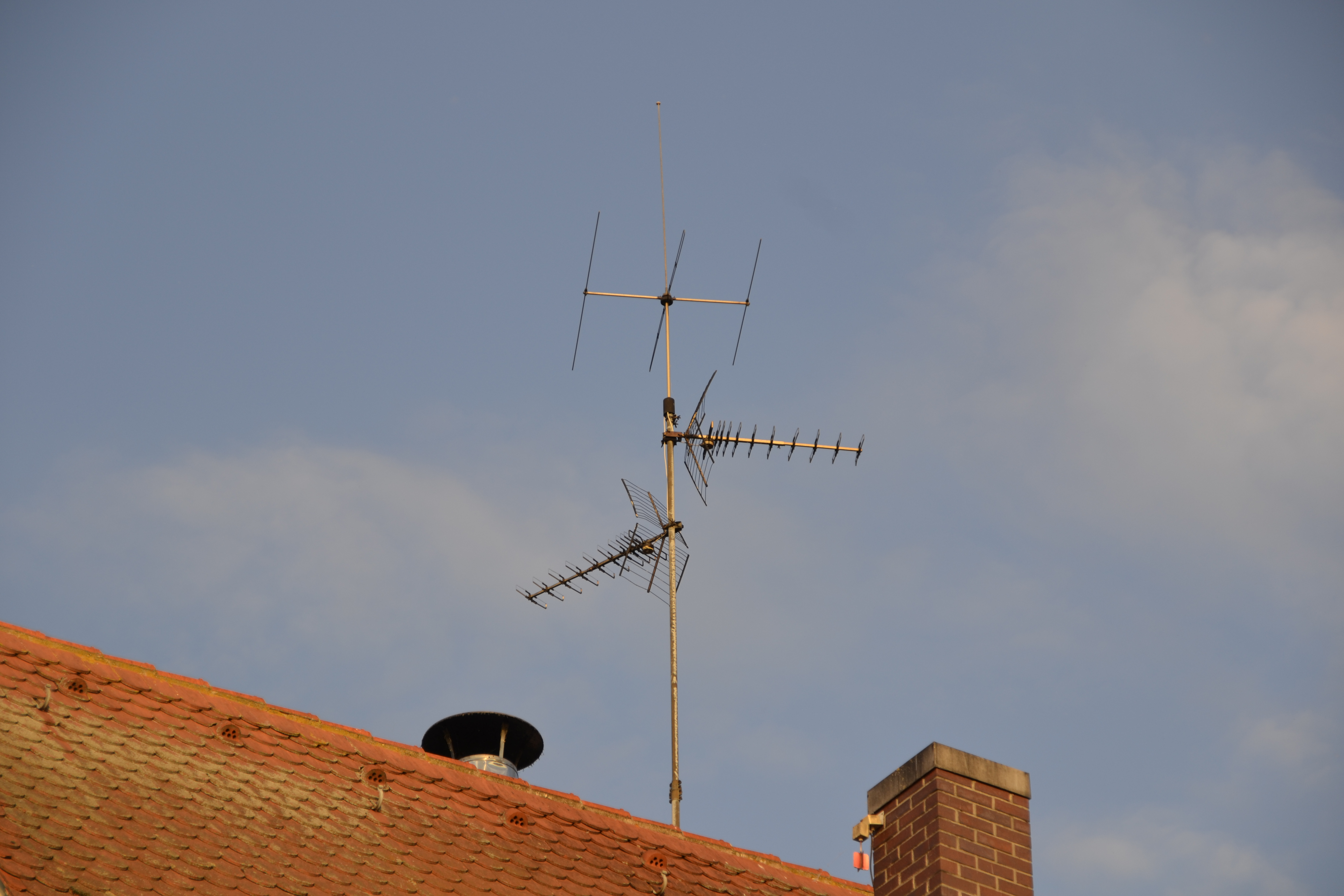
接收UHF信号的八木天线
（自上而下的第二、第三个天线）

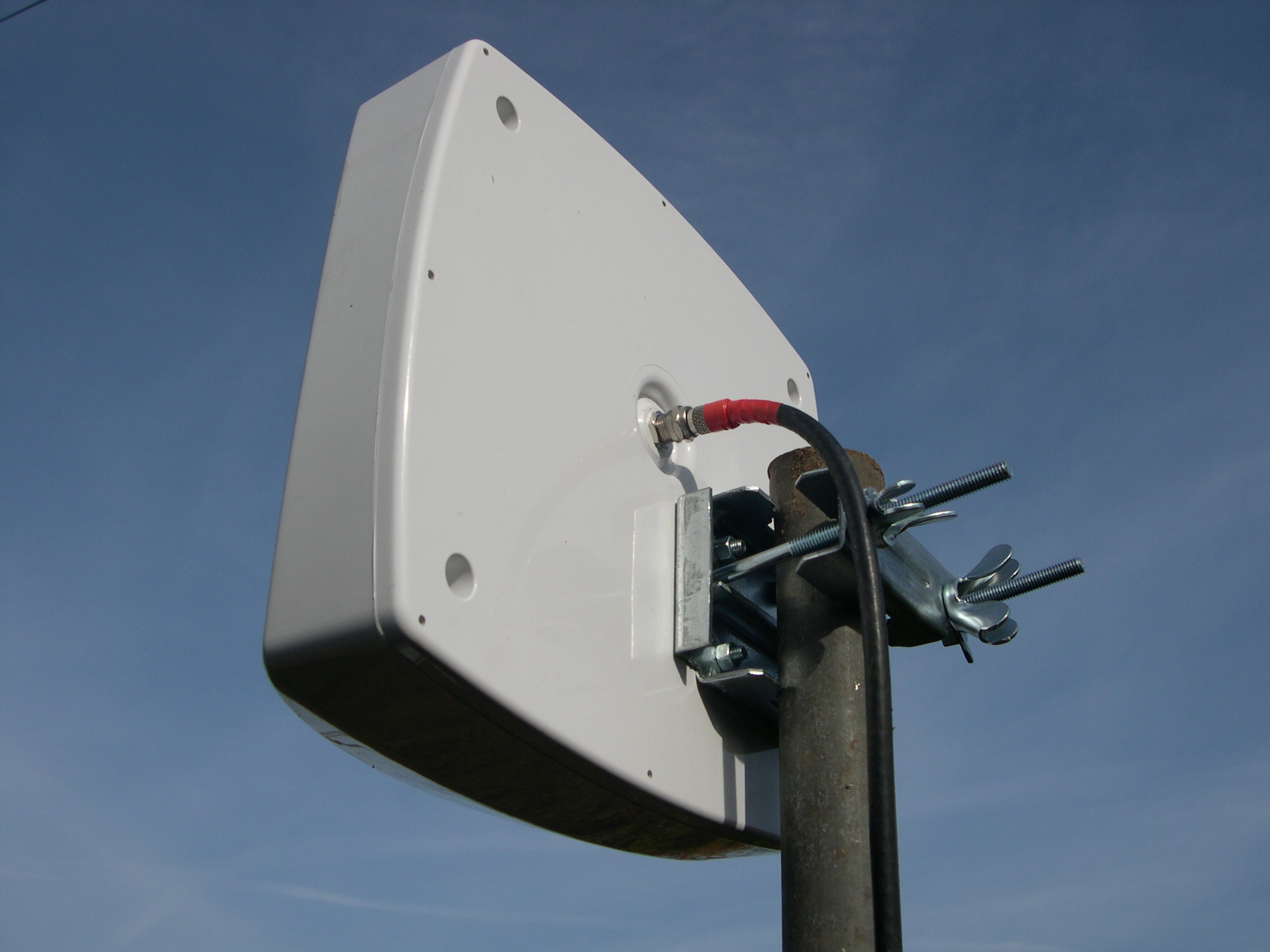
采用双面板法制作的新型天线

近年來，許多國家積極推動無線電視數位化，使用數位訊號來傳送，解析度和細緻度相對於類比電視提高很多。此外，數位電視還有抗干擾能力使畫質不受氣候影響，現在還能提供各種互動功能和軟體升級功能，是目前無線電視廣泛發展的趨勢。

## 特点
無線電視多数提供免费广播，即观众无须付费便能收看由发射站播送的电视訊号，但很多時候天线仍要由户自行安装或由所在大廈的管理業者安裝，然而这种广播方式无疑能吸引低收入的观众，在開發中國家或地区地面电视都是最广泛的广播方式。
早期的类比訊号易受天气及地形环境影响，有訊号不稳定及带雪花、残影等不良现象。近年改用数位訊号，接收与画面品質獲大幅度改善，并提供互动功能，还可附带电台广播。总体来说，無線电视有严重的缺陷：覆盖面小和频道数量太少（受制于频谱），尽管可以利用更先进的資料壓縮技术来填补，但始终不如有线电视或卫星电视的频道数量。不过因为经济发展，地面电视也逐渐被有线电视及IPTV所取代，高端观众乐于付費收看質素更高的电视節目。

## 各地特色
不同的地方對無線電視的發展態度有所不同。

### 中國大陸
例如中国大陆，因傳送效果與收益不佳，在城鎮基本上以有線電視傳送為主。但是在大部分鄉村以及偏遠地區，因有線電視工程施工困難，包括城市目標用戶的經濟原因，仍要依靠無線電視訊號來傳送電視節目訊號，特別是中央电视台综合频道、本省與本市的綜合频道這三個频道。因為這三個頻道是這些地區的居民了解國家（省、市）新聞與政策以及享受電視娛樂的唯一途徑，所以無線電視也是在廣電部門使用的增加覆蓋的重要手段之一。而現在，廣電部門為了改善這些地區的收視品質，已經開始推廣使用戶戶通工程的廣播電視衛星接收設備，無線電視訊號已經變為補縫隙的手段。

### 港澳地區
澳门已经于1990年代基本淘汰無線電視，改用有线电视（澳門主要為公共天線），现积极发展网路电视（IPTV），但現在又開始使用澳門數碼地面電視廣播；而香港目前仍以地面电视为主导地位，但实际上有线电视已经迅速增长，50%的中上收入观众采用有线电视以收看更多頻道，現在政府正積極推廣數碼地面電視廣播服務，改善接收效果、提供更佳的畫面和聲音品質、提高頻譜效益，以及支援嶄新服務。嶄新服務包括高清晰度電視（高畫質電視）、互動電視和數據傳輸服務。

### 臺灣
與多數國家地區相同，臺灣發展電視事業初期以無線電視為主流，臺灣最早成立的三家電視台（老三台）均為無線電視台。無線電視在臺灣雖佔據一定的市場，但1980年代崛起的有線電視提供了更多頻道和節目予觀眾選擇，普及率甚至達到100%。2012年起，臺灣各無線電視台全面停播類比訊號、改以數位訊號播送，使用UHF頻段，數位電視頻道增至20個（2022年增至23個），所受到的關注也比以往大。

### 其他國家
美国、欧洲、澳洲等等的偏遠地區，因人烟稀疏，多采用卫星电视或IPTV。